# Alfons Sampsted
Alfons Sampsted (sinh ngày 6 tháng 4 năm 1998) là một cầu thủ bóng đá người Iceland thi đấu ở vị trí hậu vệ phải cho FC Twente.
1. ↑  "Alfons Sampsted - Player profile 22/23". www.transfermarkt.com (bằng tiếng Anh). Truy cập ngày 2 tháng 1 năm 2023.